# Acraea nubilata
Acraea nubilata är en fjärilsart som beskrevs av Eltringham 1912. Acraea nubilata ingår i släktet Acraea och familjen praktfjärilar. Inga underarter finns listade i Catalogue of Life.